# O Trapalhão na Ilha do Tesouro
O Trapalhão na Ilha do Tesouro é um filme brasileiro de 1974, dos gêneros aventura e comédia, dirigido por J.B. Tanko, com roteiro baseado no romance A Ilha do Tesouro, de Robert Louis Stevenson e estrelado pelos Trapalhões Renato Aragão e Dedé Santana.

## Produção
O Trapalhão na Ilha do Tesouro teve roteiro de J.B. Tanko, Neyde Figueiredo e Victor Lustosa. A produção foi de Embrafilme, J.B.Tanko Filmes e Renato Aragão Produções Cinematográficas; a trilha sonora foi de Edino Krieger; a fotografia foi de Antônio Gonçalves e Almir A. Ribeiro (deste último são as cenas submarinas); o desenho de produção ficou a cargo de Selmas Santos; o figurino foi feito por Shirley Dias e a montagem foi de Manuel Oliveira.
A "Ilha das Cabras" do filme, é na realidade, a Ilha de Jurubaíba, localizada no Estado do Rio de Janeiro.

## Sinopse
Dois pescadores de nomes Zé Cação e Lula descobrem o resultado de um roubo de uma perigosa quadrilha de contrabandistas e passam imediatamente a ser perseguidos por eles. No encalço dos bandidos também está o agente federal Carlos, apaixonado pela jovem Diana, dos quais os pescadores encontram e se tornam companheiros. A ação tem lugar na Pensão dos Piratas, entretanto, o clima esquenta quando ali chega o pirata Long John Silver, que está em busca de um fabuloso mapa de um tesouro que estaria escondido numa ilha próxima, a "Ilha das Cabras". O mapa, já dividido em duas partes, torna-se motivo de perseguições, regado a muita adrenalina e bom humor, sendo trocado de mãos ao longo do filme e conduzindo todos até a ilha onde estaria enterrado o tesouro.

## Elenco
- Renato Aragão .... Zé Cação
- Dedé Santana .... Lula
- Mário Cardoso .... Carlos
- Eliane Martins .... Diana
- Edson Guimarães .... Long John Silver
- Rafael de Carvalho .... Capitão
- Germano Filho .... Dr. Evaristo
- Zeni Pereira .... Jurema
- Eduardo de Albuquerque .... Pipo
- Eduardo Antônio
- Baiaco
- Jotta Barroso .... Apolinário
- Índio Colombiano
- Edson Farias
- Amauri Guarilha
- Ed Heath
- Tony Júnior
- Kazuo Kon
- Jaime Lima
- Maçaroca
- Tomah Mongol
- Barba Negra
- Kim Negro
- Raimundo Nonato
- André Paura
- Abel Presser
- Salvador Renegado
- Walter Pimentinha.... Seyssel
- Ariberto Stefen

## Recepção

### Crítica
Leonardo Ribeiro em sua crítica para o Papo de Cinema disse que "com todas as irregularidades listadas, o resultado final de O Trapalhão na Ilha do Tesouro é apenas mediano."

### Bilheteria
O número de espectadores aproximados que viram este filme no cinema foi de 3 375 090.